# Lisowczycy

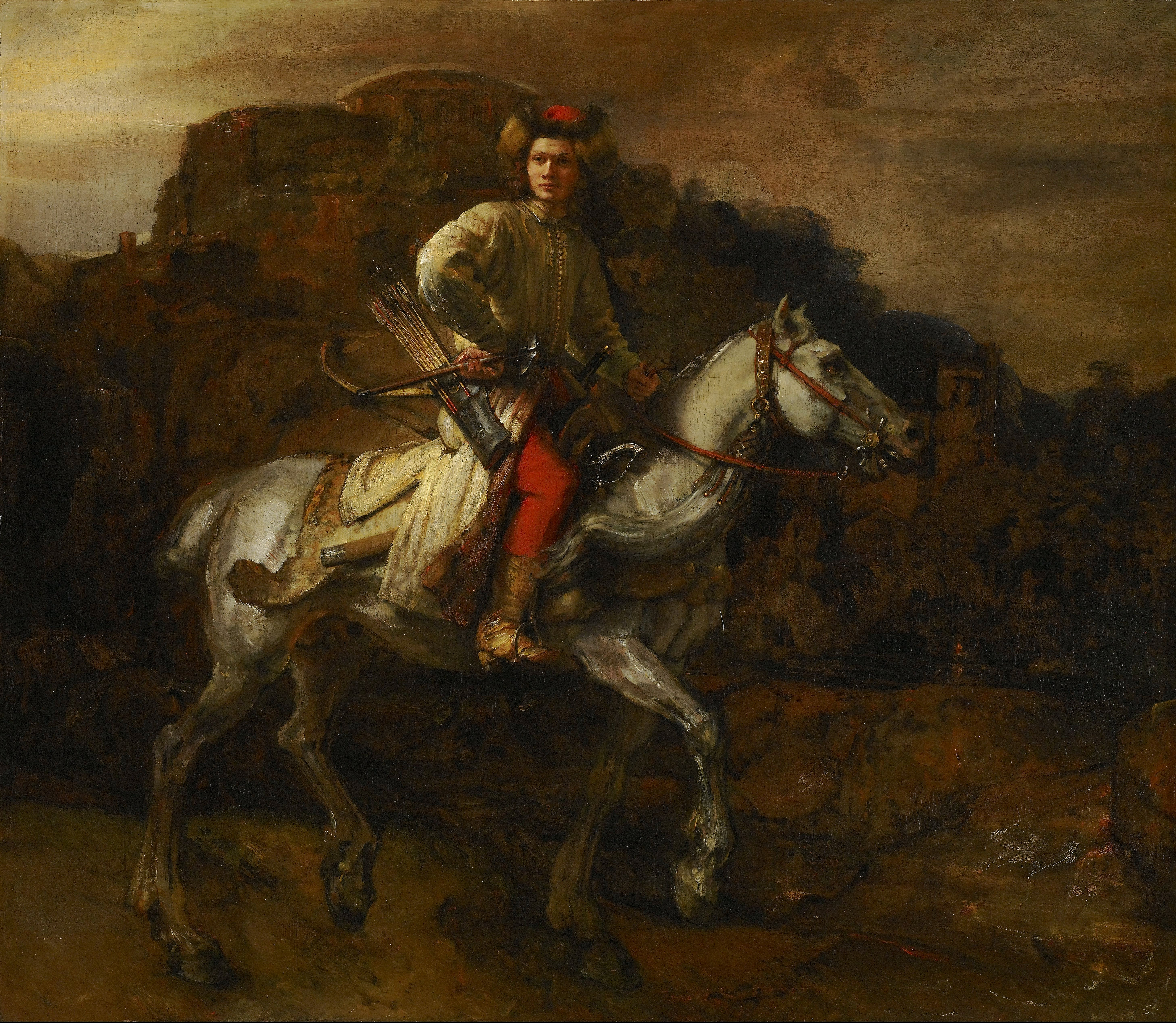
Il cavaliere polacco by Rembrandt.

Lisowczycy (pronuncia polacca: [lisɔfˈt͡ʂɨt͡sɨ]) era un corpo di cavalleria leggera formato da truppe irregolari polacche degli inizi del diciassettesimo secolo.
I Lisowczycy presero parte a molte battaglie attraverso l'Europa e le cronache storiche li descrivono come particolarmente agili, battaglieri e sanguinari. Il loro numero variò nel tempo da poche centinaia a diverse migliaia.

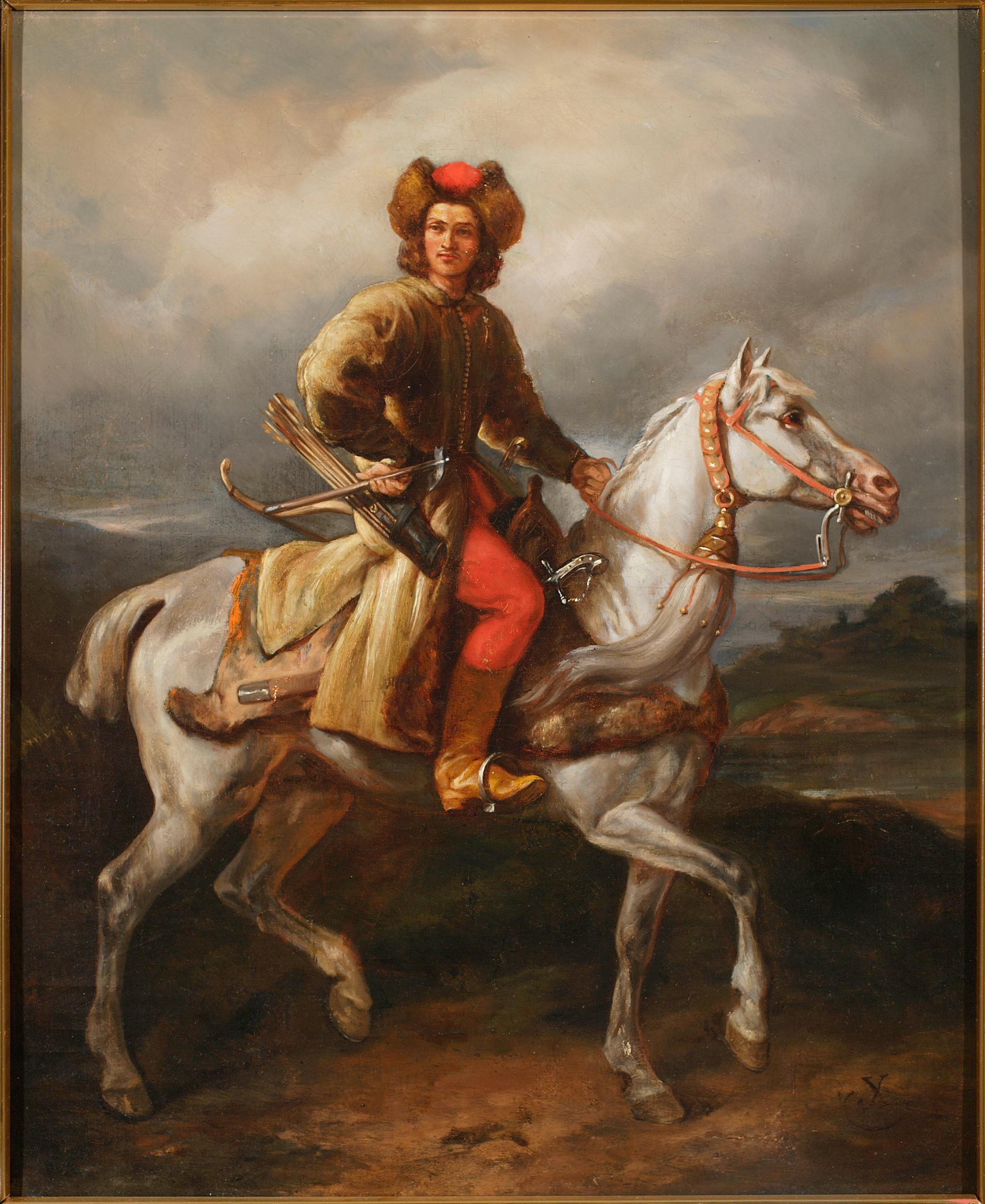
Lisowczyk - dipinto di Juliusz Kossak, circa 1860-65, ispirato al dipinto di Rembrandt

Costituiti da Aleksander Józef Lisowski attorno al 1604, la loro forza e fama iniziarono a crescere qualche anno dopo quando gli irregolari di Lisowski furono incorporati nella Guerra polacco-moscovita.
Le unità di cavalleria Lisowczycy non venivano pagate, ma erano autorizzate a saccheggiare e depredare a loro piacimento. Erano temute e disprezzate dai civili essendosi guadagnate una pessima fama per le atrocità commesse (saccheggi, stupri, omicidi e altre violenze). Tuttavia, erano temuti anche dagli avversari per le loro capacità militari. Essi non esitarono a saccheggiare persino la loro terra d'origine.

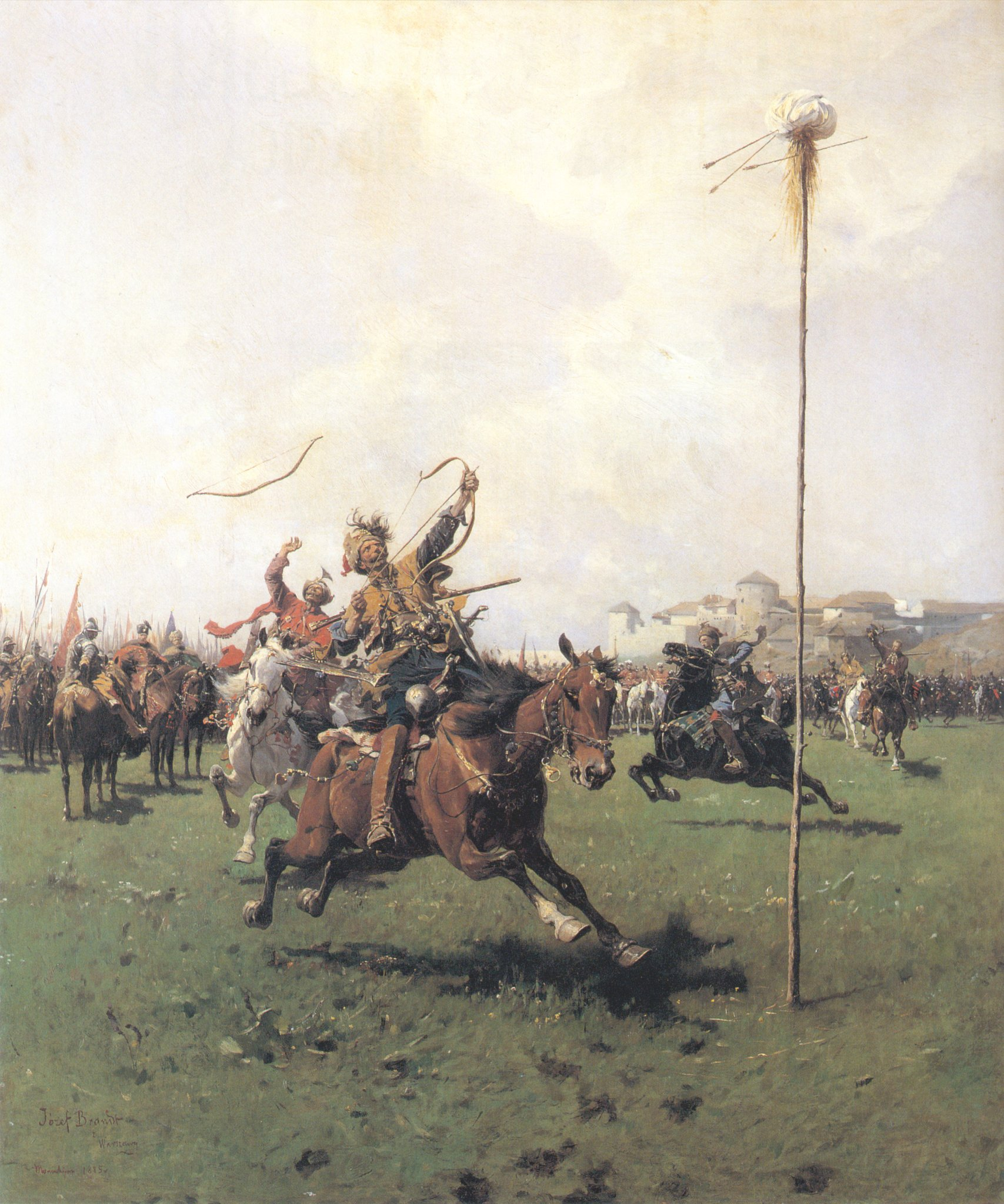
Lisowczycy (arciere) - dipinto di Józef Brandt 1885

Il corpo di cavalleria leggera Lisowczycy partecipò a molti conflitti, tra il periodo dei torbidi (dove le loro azioni contribuiscono a spiegare il testo dell'infamante cartello posto in Zagorsk: tre piaghe: tifo, tartari e polacchi) e nella Battaglia della Montagna Bianca segnando la sconfitta dei Boemi.
I Lisowczycy furono sciolti nel 1635.